# گروسناوندورف
گروسناوندورف (به آلمانی: Großnaundorf) یک شهر در آلمان است که در باوتسن واقع شده‌است. گروسناوندورف ۱٬۰۶۷ نفر جمعیت دارد.